# Закони Кірхгофа
Зако́ни Кірхго́фа (Kirchhoffsches Gesetz n) — назва кількох законів природи, встановлених Густавом Кірхгофом.
1) У хімії: залежність теплового ефекту реакції від температури описується різницею сум теплоємностей продуктів реакції і реактантів, тобто різницею теплоємностей кінцевого й початкового станів системи. Температурний коефіцієнт теплового ефекту ізобарного або ізохорного процесу дорівнює зміні ізобарної або ізохорної теплоємності системи, яке відбувається в результаті процесу. 
2) У фізиці: випромінювальна здатність ε будь-якого тіла дорівнює його коефіцієнту поглинання при заданих температурі Т і довжині хвилі λ: ε (λ, Т) = α (λ, Т).
3) У електротехніці — так іноді називають правила Кірхгофа — два основних закони електричних кіл.
Перший закон Кірхгофа встановлює зв'язок між сумою струмів, спрямованих до вузла електричного з'єднання (додатні струми), і сумою струмів, спрямованих від вузла (від'ємні струми). Згідно з цим законом алгебраїчна сума струмів, що збігаються в будь-якій точці розгалуження провідників, дорівнює нулю.
Другий закон Кірхгофа встановлює зв'язок між сумою електрорушійних сил і сумою падінь напруги на резисторах замкненого контуру електричного кола. Згідно з цим законом алгебраїчна сума миттєвих значень електрорушійної сили всіх джерел напруги у будь-якому контурі електричного кола дорівнює алгебраїчній сумі миттєвих значень падінь напруги на всіх резисторах того самого контуру.